# 嘎拉乡
嘎拉乡（藏語：ཀ་ལ་），是中华人民共和国西藏自治区日喀则市康马县下辖的一个乡镇级行政单位。

## 行政区划
嘎拉乡下辖以下地区：
嘎拉夏村、嘎拉奴村、琼桂村和克村。